# Rosalind Miles
Rosalind Miles (Warwickshire, Inglaterra, 6 de janeiro de 1943) é uma escritora e crítica literária inglesa.
Fez seus estudos universitários no St Hilda's College, na Universidade de Oxford, obtendo cinco graus ao todo. Seu doutoramento foi no Shakespeare Institute, na Universidade de Birmingham. Interessou-se primeiramente por literatura shakespeariana, e posteriormente direcionou seus esforços para estudos de gênero.
Como interesse adicional, desenvolveu estudos na área jurídica, atuando como juíza leiga na área criminal e de família, e às vezes na corte superior de Coventry.
Escreveu diversos trabalhos de ficção e não-ficção. Dentre eles, merece destaque a não-ficção feminista Who Cooked the Last Supper? The Women's History of the World, que recebeu edição no Brasil, em 1989, com o título A História do Mundo pela Mulher.

## Lista de publicações

### Não-ficção
- The Fiction of Sex: Themes and Functions of Sex Difference in the Modern Novel
- The Problem of Measure for Measure
- Ben Jonson: His Life and Work
- Ben Jonson: His Craft and Art
- The Female Form: Women Writers and the Conquest of the Novel
- Danger! Men At Work
- Modest Proposals
- Women and Power
- Who Cooked the Last Supper? The Womens History of the World
- The Rites of Man: Love, Sex and Death in the Making of the Male (US: Love, Sex and Death and the Making of the Male)
- The Children We Deserve: Love and Hate in the Making of the Family

### Ficção
- Return to Eden
- Bitter Legacy
- Prodigal Sins
- Act of Passion
- I, Elizabeth: the Word of a Queen
- The Guenevere trilogy:
- The Queen of the Summer Country
- The Knight of the Sacred Lake
- The Child of the Holy Grail

#### Trilogia Isolde
- The Queen of the Western Isle
- The Maid of the White Hands
- The Lady of the Sea (forthcoming)